# Флаг городского поселения Некрасовский
Флаг муниципального образования городское поселение Некра́совский Дмитровского муниципального района Московской области Российской Федерации — опознавательно-правовой знак, служащий официальным символом муниципального образования.
Флаг утверждён 20 апреля 2007 года решением Совета депутатов городского поселения Некрасовский № 32/15 и 29 мая 2007 года внесён в Государственный геральдический регистр Российской Федерации с присвоением регистрационного номера 3317.
Законом Московской области от 3 мая 2018 года № 1/2018-ОЗ, 19 мая 2018 года все муниципальные образования Дмитровского муниципального района были преобразованы в Дмитровский городской округ.

## Описание
«Флаг представляет собой прямоугольное полотнище с отношением ширины к длине 2:3, разделённое на зелёные и жёлтые квадраты (расположенные наклонно под 45 градусами), несущее вдоль верхнего края жёлто-красную орнаментальную (в виде мерлоновых стенных зубцов) полосу в 2/15 полотнища, а посередине основной части — три горизонтально вытянутых красных прямоугольника, один над другим».

## Обоснование символики
Флаг разработан на основе герба городского поселения, за основу композиции которого взят герб посёлка Некрасовский, утверждённый 4 октября 1988 года решением исполкома Некрасовского поселкового Совета народных депутатов Дмитровского района Московской области № 260/10.
На флаге три красных бруска — кирпича символизируют, что основание города связано с работой кирпичного завода ставшего градообразующим предприятием, и который к настоящему времени реконструирован в Катуаровский керамико-плиточный завод, что отражено на флаге жёлтыми (золотыми) и зелёными ромбами, выложенными мозаичной плиткой.
Изображение на полотнище силуэта крепостной стены аллегорически символизирует большую роль продукции завода в столичном строительстве. В то же время это символ линии обороны в 1941 году, где героически сражалась 64-я морская стрелковая бригада, сформированная из добровольцев-моряков с кораблей Тихоокеанского флота.
Жёлтый цвет (золото) — символ богатства, стабильности, уважения и интеллекта.
Красный цвет — символ труда, мужества, силы, красоты и праздника.
Зелёный цвет — символ здоровья, молодости, экологии, на флаге городского поселения символизирует богатую природу окружающую Некрасовский.